# Praktsköldparadisfågel
Praktsköldparadisfågel (Ptiloris magnificus) är en fågel i familjen paradisfåglar inom ordningen tättingar.

## Utseende och läte
Praktsköldparadisfågeln är en stor tätting med en mycket lång och nedåtböjd näbb. Hanen är mestadels svart, med lysande metalliskt blått på bröst och hjässa samt raggiga svarta plymer på flankerna. Honan är brun ovan och ljus under med tätt tvärbandat mönster. På huvudet syns ett tydligt vitt ögonbrynsstreck och ett brunt mustaschstreck. Lätet är en tydlig trestavig visslig som liknats vid en busvissling.

## Utbredning och systematik
Praktsköldparadisfågel delas in i två underarter:
- P. m. magnificus – västra och centrala Nya Guinea
- P. m. alberti – förekommer i nordöstra Australien

## Status och hot
Arten har ett stort utbredningsområde, men tros minska i antal, dock inte tillräckligt kraftigt för att den ska betraktas som hotad. Internationella naturvårdsunionen IUCN listar arten som livskraftig (LC).

## Bilder

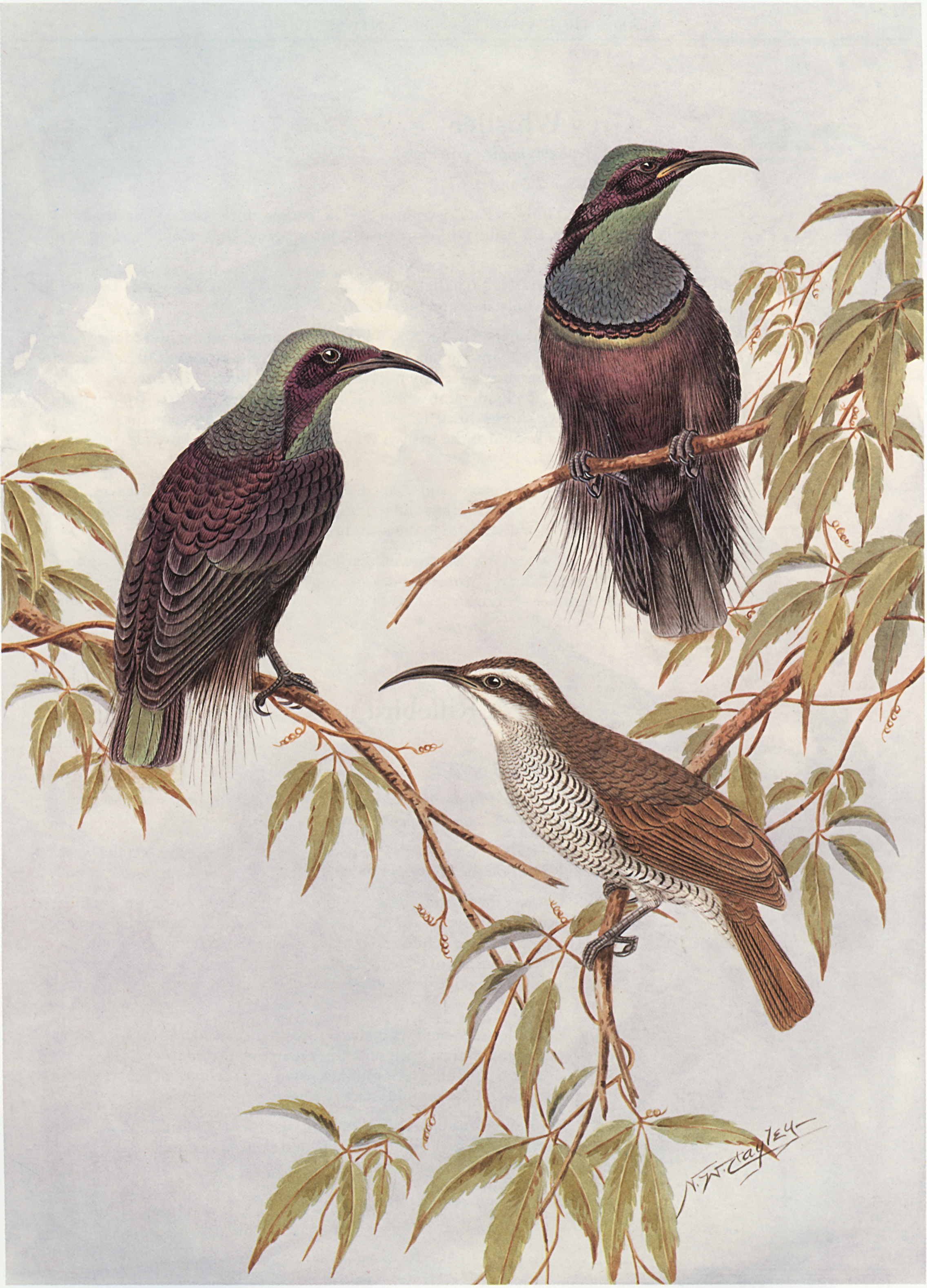
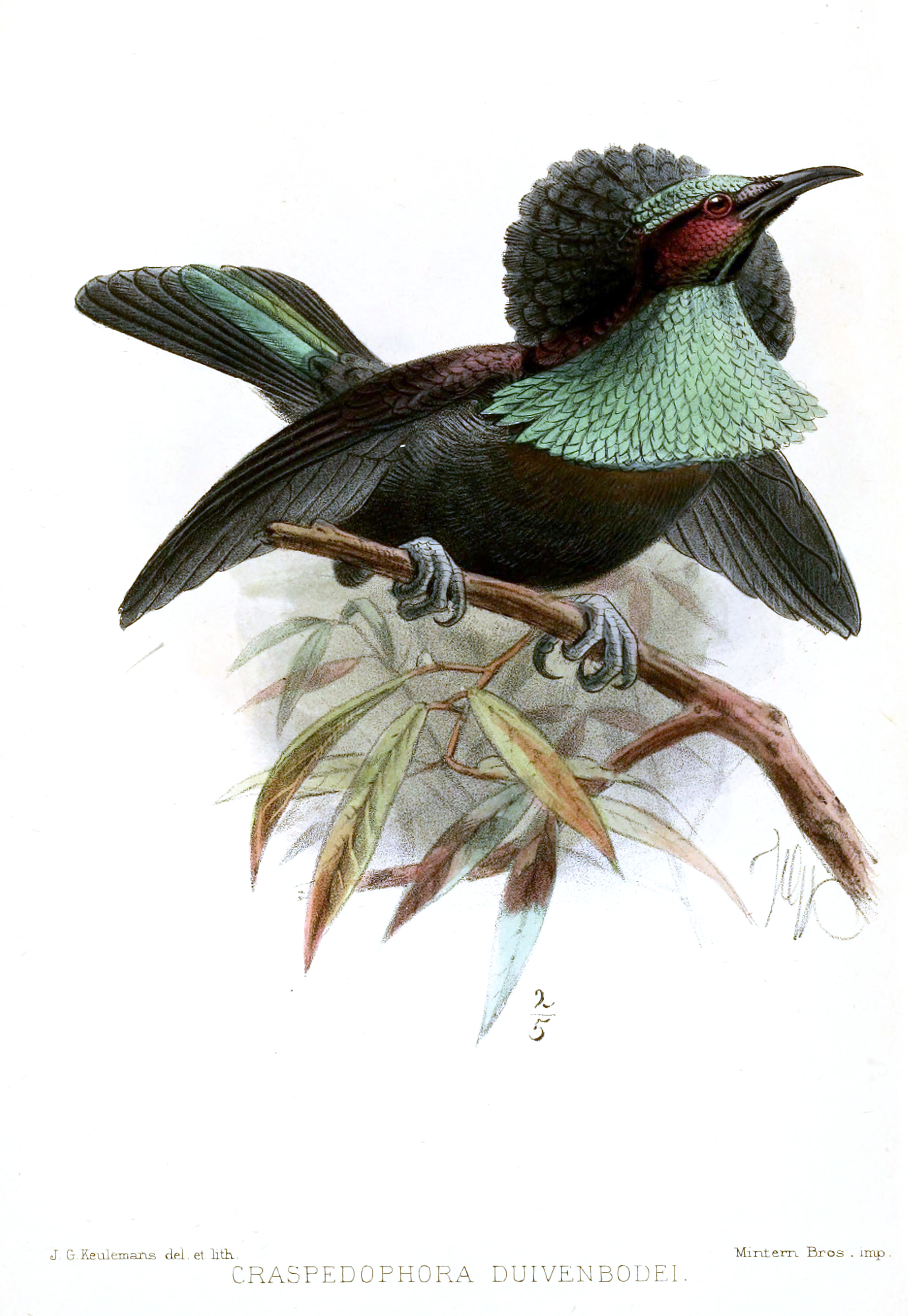